# Utetheisa grossbecki
Utetheisa grossbecki är en fjärilsart som beskrevs av Embrik Strand 1919. Utetheisa grossbecki ingår i släktet Utetheisa och familjen björnspinnare. Inga underarter finns listade i Catalogue of Life.